# Emma Bonino

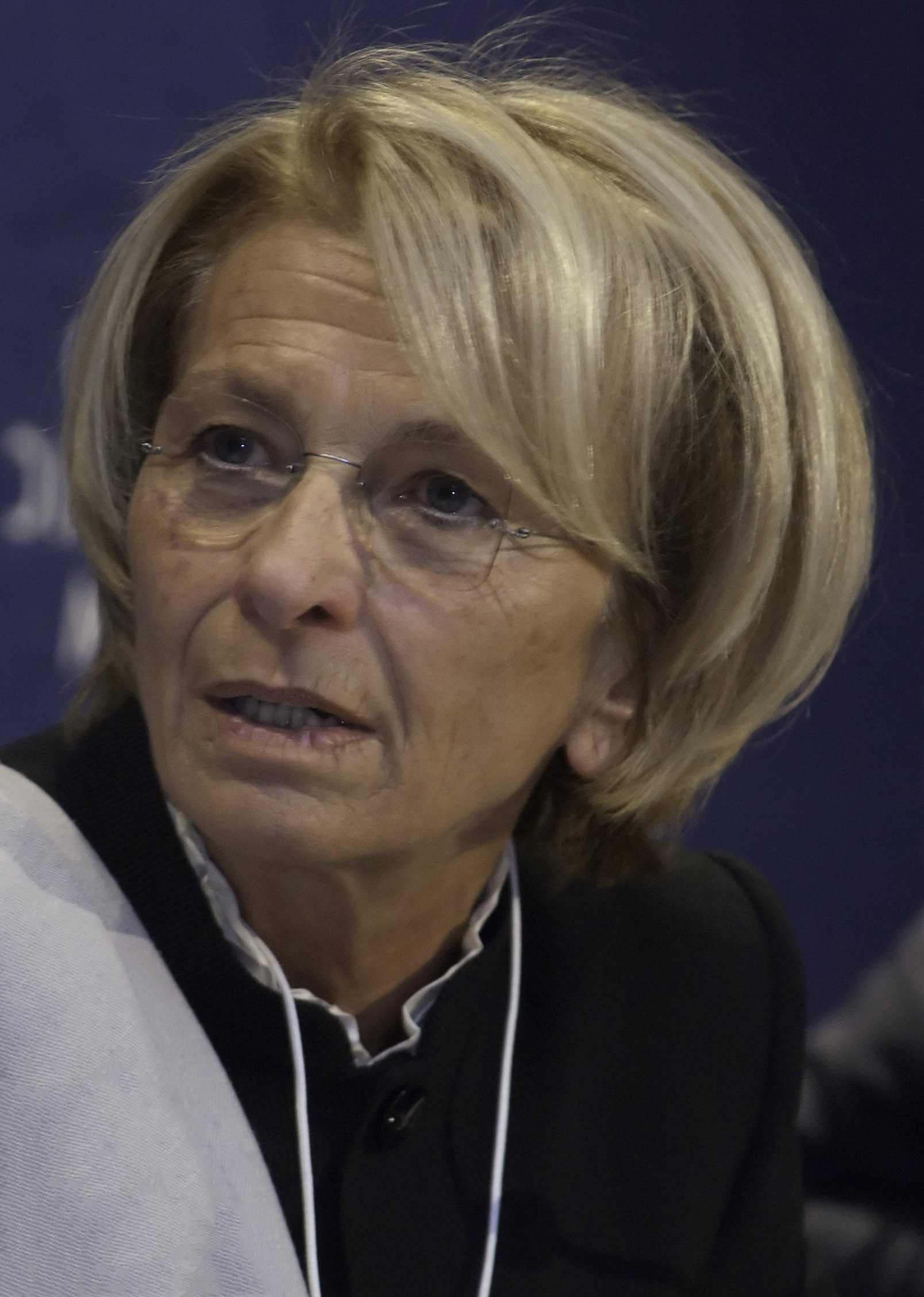
Emma Bonino (2010)

Emma Bonino (* 9. März 1948 in Bra, Piemont) ist eine italienische Politikerin und war die prominenteste Vertreterin (leader) der Radicali Italiani. Von 1995 bis 1999 war sie Europäische Kommissarin für Verbraucherschutz, Fischerei und Humanitäre Hilfe. Von Mai 2006 bis Mai 2008 war sie Handels- und Europaministerin im zweiten Kabinett von Romano Prodi. In der Legislaturperiode 2008–13 war sie eine der vier Vizepräsidenten des Italienischen Senats. Von April 2013 bis Februar 2014 war Bonino italienische Außenministerin im Kabinett Letta. Von 2018 bis 2022 war sie erneut Senatorin.

## Bildung
Nach dem Abitur in ihrer Geburtsstadt Bra absolvierte Bonino ab 1967 ein Linguistikstudium an der Wirtschaftsuniversität Luigi Bocconi in Mailand, das sie mit einer Diplomarbeit über Malcolm X 1972 abschloss.

## Politik

### Anfänge bei den italienischen Radikalen

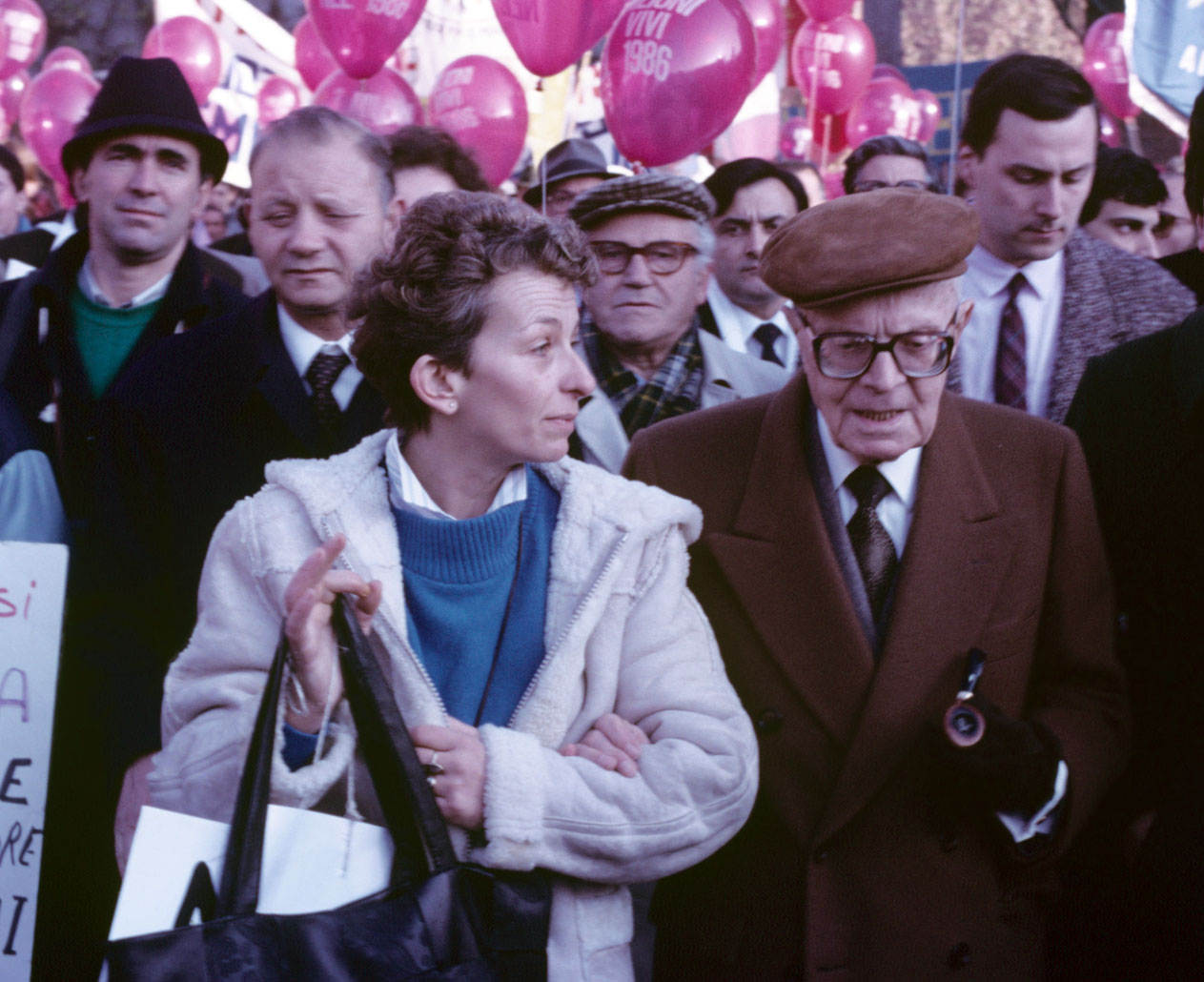
Bonino (vorne links) mit Staatspräsident Sandro Pertini auf einem Friedensmarsch (1985)

Im Jahr 1975 wurde Emma Bonino Mitbegründerin des Informationszentrums für Sterilisierung und Abtreibung (Centro di Informazione Sterilizzazione e Aborto, CISA) und ließ sich freiwillig wegen Abtreibung verhaften. Als Gefangene wurde sie eine der Ikonen für die Kampagne zur Legalisierung des Schwangerschaftsabbruchs.
1976 trat die libertär-antiklerikale Partito Radicale (Radikale Partei) zum ersten Mal zur Parlamentswahl an. Mit nur 28 Jahren wurde Emma Bonino Abgeordnete. Bei fünf darauffolgenden Wahlen wurde sie wiedergewählt, sodass sie der Camera dei deputati bis 1995 angehörte. Im Jahr 1979 gewann sie einen Sitz im Europäischen Parlament, dem sie für zwei aufeinanderfolgende Legislaturperioden bis 1988 angehörte. Zunächst war sie Mitglied der Fraktion für die technische Koordinierung und Verteidigung der unabhängigen Gruppen und Abgeordneten, in dessen Vorstand sie bis 1980 saß, ab 1984 war sie fraktionslos.
Am Anfang der 1980er Jahre setzte sie sich für Sensibilisierungskampagnen für den Schutz der Menschenrechte im Ostblock und die Errichtung eines Internationalen Strafgerichtshofs ein. 1981 nahm sie an der Gründung von Food and Disarmement International teil, amtierte einige Jahre lang als Sekretärin dieser Bewegung und leitete weltweite Informationskampagnen über die Hungersnot.

### Transnationale Radikale Partei
Die italienische Radikale Partei löste sich 1989 auf und wandelte sich in die Transnationale Radikale Partei (TRP) um, eine bei den Vereinten Nationen akkreditierte Nichtregierungsorganisation (NGO). Bonino fungierte von 1989 bis 1993 als Präsidentin, anschließend bis 1995 als Sekretärin der TRP. 1992 ließ Bonino sich in New York beim Verteilen von sterilen Spritzen verhaften, um gegen ein US-amerikanisches Gesetz, das den Verkauf von Spritzen nur mit ärztlicher Verschreibung zuließ, zu protestieren. 1993 wurde Bonino Promotorin einer Kampagne für die Errichtung des Internationalen Strafgerichtshofs für das ehemalige Jugoslawien, indem sie UN-Generalsekretär Boutros Boutros-Ghali 5.000 Unterschriften aus der ganzen Welt vorlegte.
Im Jahr 1993 gründete sie die Nichtregierungsorganisation „No Peace Without Justice“, die sich für den Schutz und die Förderung der Menschenrechte, der Demokratie, des Rechtsstaats und der internationalen Justiz einsetzt. Insbesondere unterstützte die NGO die Arbeit des Internationalen Strafgerichtshofs für das ehemalige Jugoslawien und warb für die Errichtung eines internationalen Gerichtshofs, um Verbrechen gegen die Menschheit wie Völkermord weltweit zu urteilen.
Im selben Jahr traf sie den Dalai Lama und hielt mit ihm eine Pressekonferenz über die Mobilisierung für die Rechte und die Freiheit des tibetanischen Volkes und die Demokratie in China ab. 1994 leitete sie eine Delegation der italienischen Regierung an der UN-Generalversammlung für die Initiative des „Moratoriums der Todesstrafe“.

### EU-Kommissarin
In Italien kooperierten die Radikalen bei der Parlamentswahl 1994 mit dem Mitte-rechts-Bündnis Polo delle Libertà von Silvio Berlusconi, das die Wahl auch gewann. Im Januar 1995 schlug Berlusconi, der inzwischen Ministerpräsident war, Bonino als italienische EU-Kommissarin vor. In der von 1995 bis 1999 amtierenden Kommission des Präsidenten Jacques Santer war sie für Verbraucherschutz, Fischerei und das Europäische Amt für Humanitäre Hilfe (ECHO) zuständig.
Am 26. Januar 1995 flog sie als erstes Mitglied der EU-Kommission seit Beginn des Bosnienkrieges nach Sarajevo und Mostar in Bosnien-Herzegowina. Nach dem Völkermord in Ruanda reiste sie 1996 mehrmals durch die Region der Großen Seen in Afrika, um durch den europäischen Einsatz in der Region die humanitäre Hilfe für die Flüchtlinge zu unterstützen. Gleichzeitig versuchte sie, für Somalia einen Ausweg aus der Krise zu finden. Im Jahr 1997 führte sie eine Mission im kurdischen Teil Iraks. Als amtierende EU-Kommissarin wurde Emma Bonino mit ihrer Delegation einige Stunden lang in Kabul von der Talibanregierung (Islamisches Emirat Afghanistan) festgenommen. Außerdem förderte sie eine Sensibilisierungskampagne über die Erpressung der afghanischen Frauen.
Am 15. März 1999 trat sie mit der ganzen Kommission Santer zurück, nachdem diese von einem Korruptionsskandal um die Kommissarin Édith Cresson erschüttert wurde. Obschon Emma Bonino von den Hauptanklagen gegen die Kommission nicht betroffen war, wurden ihr im Untersuchungsbericht der „Weisen“ einige Mängel in der Geschäftsführung des ECHO vorgeworfen. Santers Nachfolger Romano Prodi, der selbst Italiener ist, bestätigte sie nicht in ihrem Amt, da Italien nur Anspruch auf zwei Kommissionsposten hatte und Mario Monti Wettbewerbskommissar bleiben sollte.

### EU-Abgeordnete und Nahost-Engagement
Nach ihrem Ausscheiden aus der EU-Kommission lancierte sie die Kampagne „Emma for President“, mit der sie ihre Wahl zur Staatspräsidentin Italiens forderte. Trotz ihrer relativen Popularität in den Meinungsumfragen erhielt sie letztlich nur 15 von 1010 Stimmen in der Wahlversammlung (Parlament und Regionalvertreter), während der Wirtschaftsminister Carlo Azeglio Ciampi mit einer sehr breiten Mehrheit zum Staatsoberhaupt gewählt wurde. Dennoch konnte die von ihr angeführte radikale Liste bei den Europawahlen im Juni 1999 mit 8,5 % der Stimmen in Italien das beste Ergebnis in der Geschichte der radikalen Bewegung in Italien erzielen. Im Europäischen Parlament war sie 1999–2001 Mitglied der Technischen Fraktion der unabhängigen Abgeordneten, anschließend fraktionslos.
Nachdem die Radikalen zwölf Jahre lang als transnationale NGO bestanden hatten und zu italienischen Wahlen nur mit Personenlisten (Lista Pannella oder Lista Bonino) angetreten waren, gründeten sie sich 2001 wieder als politische Partei nach italienischem Recht unter der Bezeichnung Radicali Italiani. Zwar hatte Bonino in dieser Partei offiziell kein Spitzenamt inne, jedoch wurde sie in der Öffentlichkeit – neben Marco Pannella – als deren faktische Anführerin angesehen und in italienischen Medien mit dem Anglizismus leader bezeichnet. ie von ihr angeführten Listen scheiterten bei den Parlamentswahlen im Mai 2001 mit 2,2 % an der Einzugshürde. Im Dezember 2001 ließ sich Bonino in Kairo nieder, um die arabische Sprache und Kultur zu erlernen. Gleichzeitig förderte sie „StopFgm“, eine Kampagne gegen die in afrikanischen Ländern verbreitete weibliche Genitalverstümmelung.
Im Juni 2004 wurde sie als EU-Abgeordnete wiedergewählt und trat der Fraktion der Allianz der Liberalen und Demokraten für Europa (ALDE) bei. Bis 2006 war sie Mitglied des Ausschusses für Auswärtige Angelegenheiten und des Haushaltsausschusses sowie Delegierte in der gemischten parlamentarischen Kommission EU-Türkei und der Delegation an der Euromediterranen Parlamentarischen Versammlung. Außerdem hatte sie den Posten der Vizepräsidentin der Delegation für die Beziehungen mit den Maschrekländern inne. 2005 bereiste sie Afghanistan als Chefin einer Delegation der Europäischen Union für die Beobachtung der Lokalwahlen.

### Handels- und Europaministerin

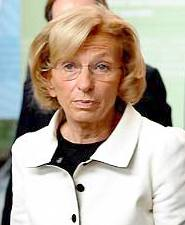
Bonino 2008

2006 entschieden sich die Radicali Italiani, mit der sozialdemokratischen Splitterbewegung SDI die neue politische Kraft Rosa nel Pugno („Rose in der Faust“) im Rahmen von Romano Prodis Mitte-links-Wahlbündnis L’Unione zu gründen. Emma Bonino führte die Wahlkampagne der neuen linksliberalen Bewegung, die sich auf dem Grundsatz einer klaren Trennung von Staat und Kirche und der Modernisierung der Gesellschaft stützte.
Mit nur 2,6 Prozent der Wählerstimmen erhielt die Bewegung 18 Abgeordnete, aber keinen einzigen Senator. Emma Bonino optierte am 27. April 2006 für das italienische Parlament und gab ihr Mandat im Europäischen Parlament auf. Kurz vor den Wahlen wurde in den Medien über sie als mögliche Außenministerin der Regierung Prodi gesprochen. Dennoch musste sie sich letztendlich mit einem für sie eingeführten Handels- und Europaministerium begnügen. Dieses leitete sie bis zum Sturz der Regierung Prodi im Mai 2008. Bonino gehörte 2007 zu den Gründungsmitgliedern des European Council on Foreign Relations (ECFR) und war eine der Ko-Vorsitzende.

### Senatorin
Zur Parlamentswahl 2008 schied Bonino nach sieben Legislaturperioden aus der Abgeordnetenkammer aus, wurde aber in die andere Parlamentskammer, den Senat, gewählt. Dieser wählte sie am 6. Mai 2008 neben drei weiteren Kandidaten zur Vizepräsidentin. Zugleich war sie in der Legislaturperiode bis 2013 Vorsitzende des Senatsausschusses für Gleichstellung und Chancengleichheit.
Zur Regionalwahl in Latium im März 2010 trat Bonino als Spitzenkandidatin des Mitte-links-Bündnisses aus Partito Democratico, Italia dei Valori, Radicali, Sinistra Ecologia Libertà und weiteren Parteien an. Mit 48,3 % der Stimmen unterlag sie der Mitte-rechts-Kandidatin Renata Polverini.

### Präsidentschaftskandidatur und Außenministerin

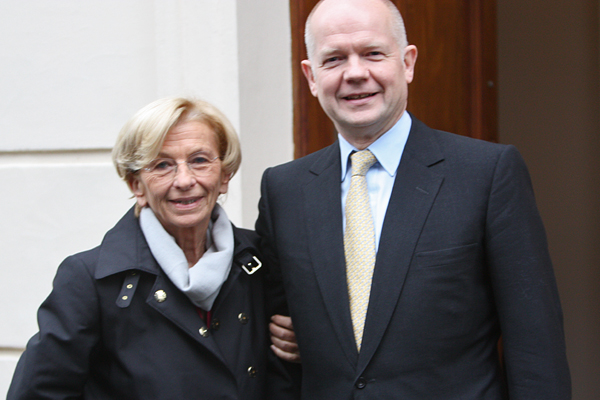
Bonino mit dem britischen Außenminister William Hague (2013)

Die von Marco Pannella geführte radikale Liste Amnistia Giustizia Libertà scheiterte bei den Parlamentswahlen 2013 mit nur 0,2 % der Stimmen, sodass Bonino aus dem Parlament ausschied.
Bei der Wahl des Staatspräsidenten im April 2013 konnte sie sich zunächst einige Hoffnung machen: sie erhielt öffentlich parteiübergreifende Unterstützung, etwa vom damaligen Ministerpräsidenten Mario Monti, der PdL-Sprecherin und ehemaligen Gleichstellungsministerin Mara Carfagna, dem stellvertretenden PD-Vorsitzenden Ivan Scalfarotto und dem Lega-Nord-Senator Massimo Garavaglia. Zudem nominierte die Partito Socialista sie als Kandidatin. Die Kampagne Emma Bonino Presidente strahlte Wahlaufrufe von prominenten Unterstützern Boninos aus Kultur, Wissenschaft und Medien aus, dazu gehörten die Schauspieler Sergio Castellitto und Luca Barbareschi, die Astrophysikerin Margherita Hack, der Regisseur Marco Bellocchio sowie der Musiker und Fernsehunterhalter Renzo Arbore. Sie lag in mehreren Meinungsumfragen auf dem ersten Platz und hatte bei Buchmachern die beste Quote. In der entscheidenden Wahlversammlung, die aus beiden Parlamentskammern sowie Vertretern der Regionen besteht, erhielt sie jedoch nur 13 der 1007 Stimmen und gab nach dem dritten Wahlgang auf. Letztlich wurde der 87-jährige Amtsinhaber Giorgio Napolitano, der sich gar nicht für eine Wiederwahl beworben hatte, für eine weitere Amtszeit gewählt.
Stattdessen wurde Bonino am 28. April 2013 zur Außenministerin im Kabinett Letta ernannt. Im Zuge der Kabinettsumbildung am 22. Februar 2014 wurde sie durch Federica Mogherini abgelöst.

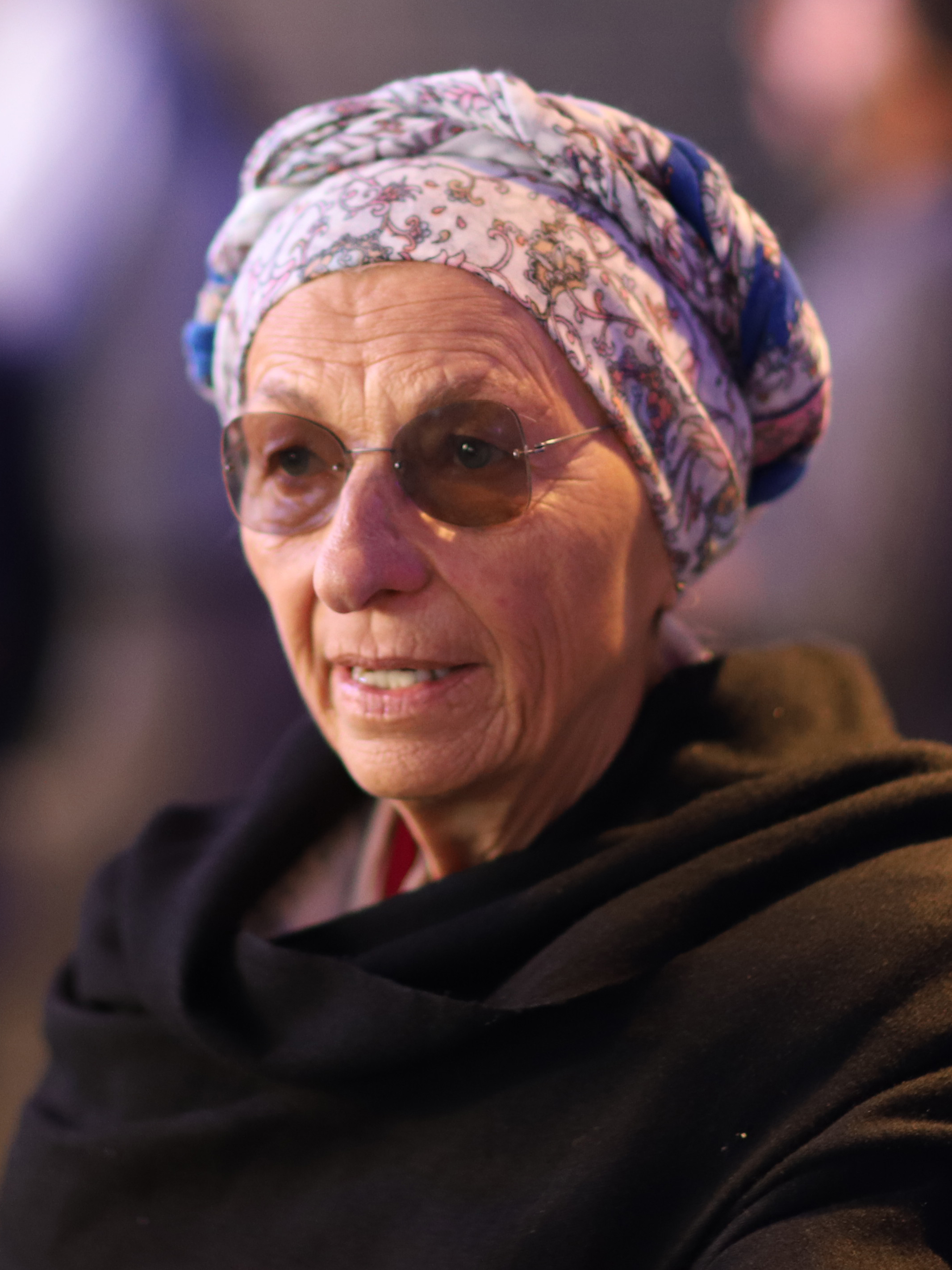
Bonino im Jahr 2017

Am 12. Januar 2015 wurde bekannt, dass Bonino an Lungenkrebs erkrankt ist. Seit Juli 2015 ist sie Vorstandsmitglied der Open Society Foundations. Zudem gehört sie dem Kuratorium der International Crisis Group an. Ebenfalls im Juli 2015 erfolgte ein öffentlicher Bruch zwischen Bonino und ihrem jahrzehntelangen politischen Weggefährten Marco Pannella. Er warf ihr auf Radio Radicale vor, sich nicht mehr an der radikalen Basisarbeit zu beteiligen und sich nur noch für den „internationalen Jetset“ zu interessieren. Anschließend trennten sich auch die Radicali Italiani, die zu Bonino standen, und die Transnationale Radikale Partei, die zu Pannella hielt.
Als Kandidatin des Bündnisses Più Europa gewann Bonino bei der Parlamentswahlen 2018 den Senatswahlkreis von Rom-Gianicolo, den sie seither im Oberhaus des Parlaments vertritt. Sie gehört dem Ausschuss für EU-Politik und dem außerordentlichen Ausschuss für den Schutz und die Förderung der Menschenrechte an. Während eines schweren innerparteilichen Streits verließ sie Più Europa im März 2021, kehrte allerdings bereits im Juli desselben Jahres wieder in die Partei zurück.

## Ehrungen und Auszeichnungen
- 1998: Prinz-von-Asturien-Preis für internationale Zusammenarbeit.
- 2002: Fürst-Branimir-Orden mit Halsband
- 2009: Komtur der Ehrenlegion
- 2015: Verdienstorden der Italienischen Republik
- 2017: Ehrendoktor der Vrije Universiteit Brussel[5]

## Veröffentlichungen
- Freiheit verpflichtet. Gespräche mit Giovanna Casadio. Übersetzt von Davide Miraglia und Bettina Jänisch. Europäische Verlagsanstalt, Hamburg 2015, ISBN 978-3-86393-054-7.